# Wettringen (Mittelfranken)
Wettringen ist eine Gemeinde im Landkreis Ansbach in Mittelfranken und zählt zur Metropolregion Nürnberg. Die Gemeinde ist Mitglied der Verwaltungsgemeinschaft Schillingsfürst.

## Geografie

### Geografische Lage

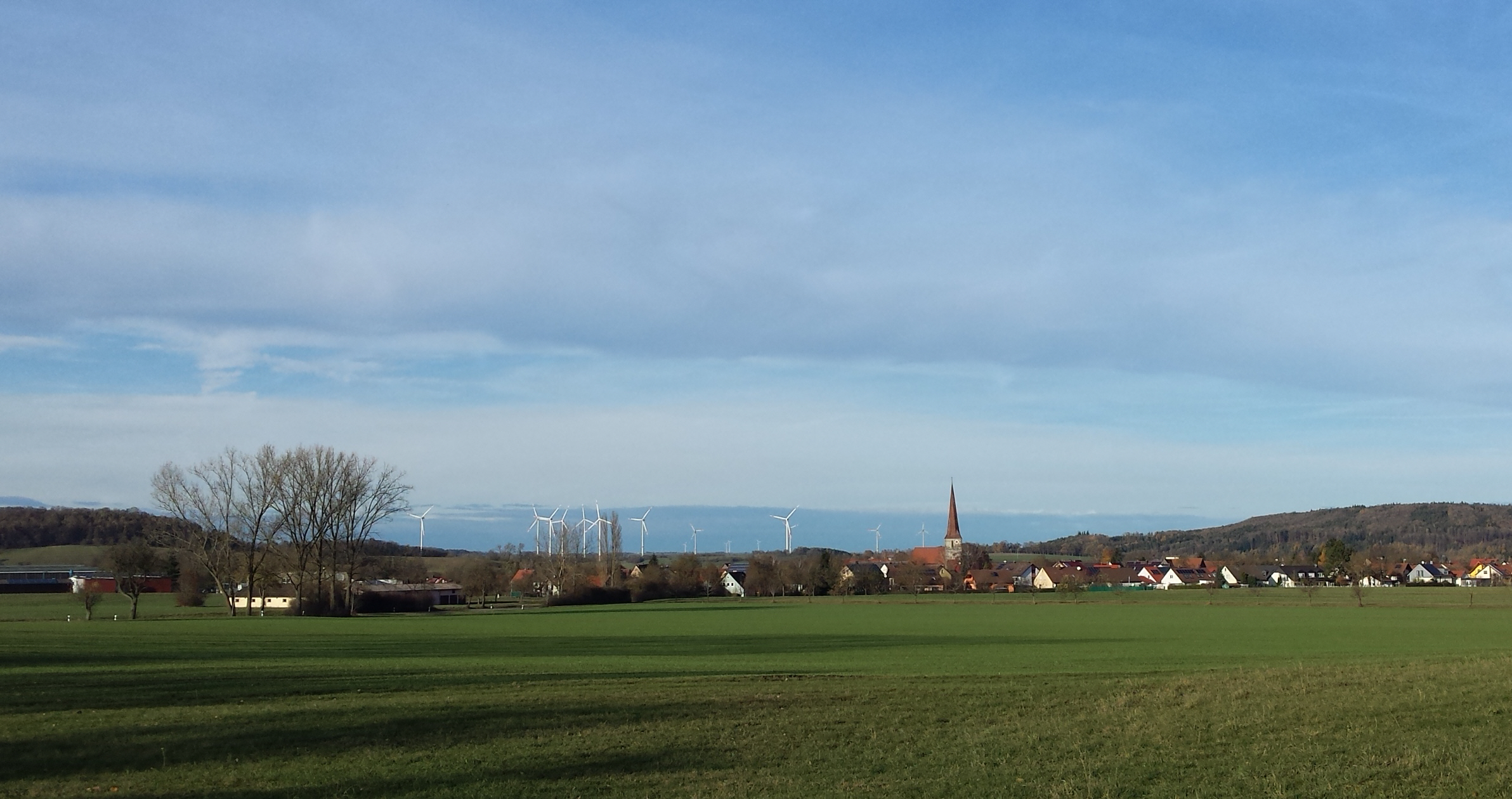
Dorfansicht

Die Gemeinde liegt ca. 30 Kilometer westlich von Ansbach im Naturpark Frankenhöhe.

### Nachbargemeinden
Nachbargemeinden sind (von Norden beginnend im Uhrzeigersinn):
- Diebach
- Wörnitz
- Schnelldorf
- Rot am See (Baden-Württemberg)
- Insingen

### Gemeindegliederung
Es gibt sieben Gemeindeteile (in Klammern ist der Siedlungstyp angegeben):
- Grüb (Dorf)
- Obergailnau (Weiler)
- Reichenbach (Weiler)
- Seemühle (Einöde)
- Taubermühle (Einöde)
- Untergailnau (Kirchdorf)
- Wettringen (Pfarrdorf)

Es gibt auf dem Gemeindegebiet die Gemarkungen Gailnau und Wettringen. Die Gemarkung Wettringen hat eine Fläche von 15,942 km². Sie ist in 1431 Flurstücke aufgeteilt, die eine durchschnittliche Fläche von 11.140,65 m² haben. In ihr liegen neben dem namensgebenden Ort die Gemeindeteile Grüb, Reichenbach, Seemühle und Taubermühle.

## Geschichte
Der Ort wurde 1100 als „Wateringun“ erstmals urkundlich erwähnt. Dem Ortsnamen liegt der Personenname Watheri zugrunde, der durch das Zugehörigkeitssuffix -ingen abgeleitet wurde. Der Ortsname bedeutet Bei den Leuten des Watheri.
1406 kaufte die Reichsstadt Rothenburg Wettringen samt den benachbarten Orten vom Haus Hohenlohe ab. 1637 brannte der Ort infolge des Dreißigjährigen Krieges weitestgehend ab. 1688 wurde der Ort durch französische Mordbrenner größtenteils zerstört. 1804 gab es im Ort 65 Gemeinderechte, die alle der Reichsstadt Rothenburg unterstanden.
Mit dem Gemeindeedikt (frühes 19. Jahrhundert) wurde der Steuerdistrikt Wettringen gebildet. Zu diesem gehörten Gailroth, Leitsweiler, Löffelmühle, Reichenbach, Seemühle, Taubermühle und Thomasmühle. Wenig später entstand die Ruralgemeinde Wettringen mit den Orten Grüb, Löffelmühle, Reichenbach, Seemühle, Taubermühle und Thomasmühle die Ruralgemeinde. Sie war in Verwaltung und Gerichtsbarkeit dem Landgericht Rothenburg und in der Finanzverwaltung dem Rentamt Rothenburg ob der Tauber zugeordnet (1919 in Finanzamt Rothenburg ob der Tauber umbenannt). Ab 1858 gehörte Wettringen zum Landgericht Schillingsfürst und ab 1862 zum Bezirksamt Rothenburg ob der Tauber (1939 in Landkreis Rothenburg ob der Tauber umbenannt). In der Gerichtsbarkeit blieb das Landgericht Schillingsfürst zuständig (1879 in Amtsgericht Schillingsfürst umbenannt), von 1928 bis 1973 war es das Amtsgericht Rothenburg ob der Tauber. Die Gemeinde hatte 1964 eine Gebietsfläche von 13,616 km².

### Eingemeindungen
Im Zuge der Gebietsreform in Bayern wurde am 1. Mai 1978 die Gemeinde Gailnau eingegliedert.

### Einwohnerentwicklung
Im Zeitraum 1988 bis 2018 stieg die Einwohnerzahl von 892 auf 1006 um 114 Einwohner bzw. um 12,8 %.
Gemeinde Wettringen
| Jahr      | 1818  | 1840   | 1852   | 1861   | 1867   | 1871   | 1875   | 1880   | 1885   | 1890   | 1895   | 1900   | 1905   | 1910   | 1919   | 1925   | 1933   | 1939   | 1946   | 1950   | 1961   | 1970   | 1987   | 2005   | 2011   | 2017   |
| Einwohner | 552   | 667    | 703    | 701    | 708    | 695    | 704    | 751    | 778    | 786    | 725    | 688    | 707    | 708    | 731    | 722    | 692    | 632    | 913    | 833    | 613    | 611    | 886    | 960    | 952    | 1022   |
| Häuser    | 117   | 130    |        |        |        | 140    |        |        | 139    | 132    |        | 142    |        |        |        | 145    |        |        |        | 139    | 141    |        | 237    |        | 297    | 310    |
| Quelle    | [ 9 ] | [ 14 ] | [ 15 ] | [ 16 ] | [ 17 ] | [ 18 ] | [ 19 ] | [ 20 ] | [ 21 ] | [ 22 ] | [ 15 ] | [ 23 ] | [ 15 ] | [ 24 ] | [ 15 ] | [ 25 ] | [ 15 ] | [ 15 ] | [ 15 ] | [ 26 ] | [ 11 ] | [ 27 ] | [ 28 ] | [ 29 ] | [ 29 ] | [ 29 ] |

Ort Wettringen
| Jahr      | 001818 | 001840 | 001861 | 001871 | 001885 | 001900 | 001925 | 001950 | 001961 | 001970 | 001987 |
| Einwohner | 457    | 553    | 577    | 572    | 657    | 586    | 611    | 717    | 517    | 532    | 546    |
| Häuser    | 96     | 109    |        |        | 117    | 120    | 125    | 118    | 121    |        | 146    |
| Quelle    | [ 9 ]  | [ 14 ] | [ 16 ] | [ 18 ] | [ 21 ] | [ 23 ] | [ 25 ] | [ 26 ] | [ 11 ] | [ 27 ] | [ 28 ] |

## Politik

### Gemeinderat
Die Gemeinderatswahlen seit 2014 ergaben folgende Stimmenanteile und Sitzverteilungen:
| Liste                   | 2020  | 2014  |
| Liste                   | Sitze | Sitze |
| ----------------------- | ----- | ----- |
| Wählergruppe Wettringen | 8     | 5     |
| Wählergruppe Gailnau    | 4     | 3     |

Weiteres Mitglied und Vorsitzender des Gemeinderates ist der Erste Bürgermeister.

### Bürgermeister
Erster Bürgermeister ist Matthias Rößler.

### Wappen und Flagge
Wappen
| Wappen von Wettringen | Blasonierung: „In Silber über grünem Dreiberg, der mit einem silbernen Wellenbalken belegt ist, eine schwebende rote Burg mit Zinnentürmen, beseitet vorne von einem senkrechten schwarzen Schlüssel, hinten von einem schwarzen Schwert.“ |
| Wappen von Wettringen | Wappenbegründung: Der Dreiberg stellt die Lage des Ortes am Fuß der Frankenhöhe dar, der silberne Wellenbalken die Tauber, die im Gemeindegebiet entspringt. Schlüssel und Schwert sind die Attribute der Heiligen Petrus und Paulus und weisen auf die Kirche in Wettringen, die ihnen geweiht ist. Die rote Burg ist dem Wappen der Reichsstadt Rothenburg entnommen, die von 1379 bis 1803 im Ort begütert war. Die Gemeinde Wettringen führt seit 1986 das Wappen. |

Flagge
Die Gemeindeflagge ist rot-weiß-grün.

## Baudenkmäler

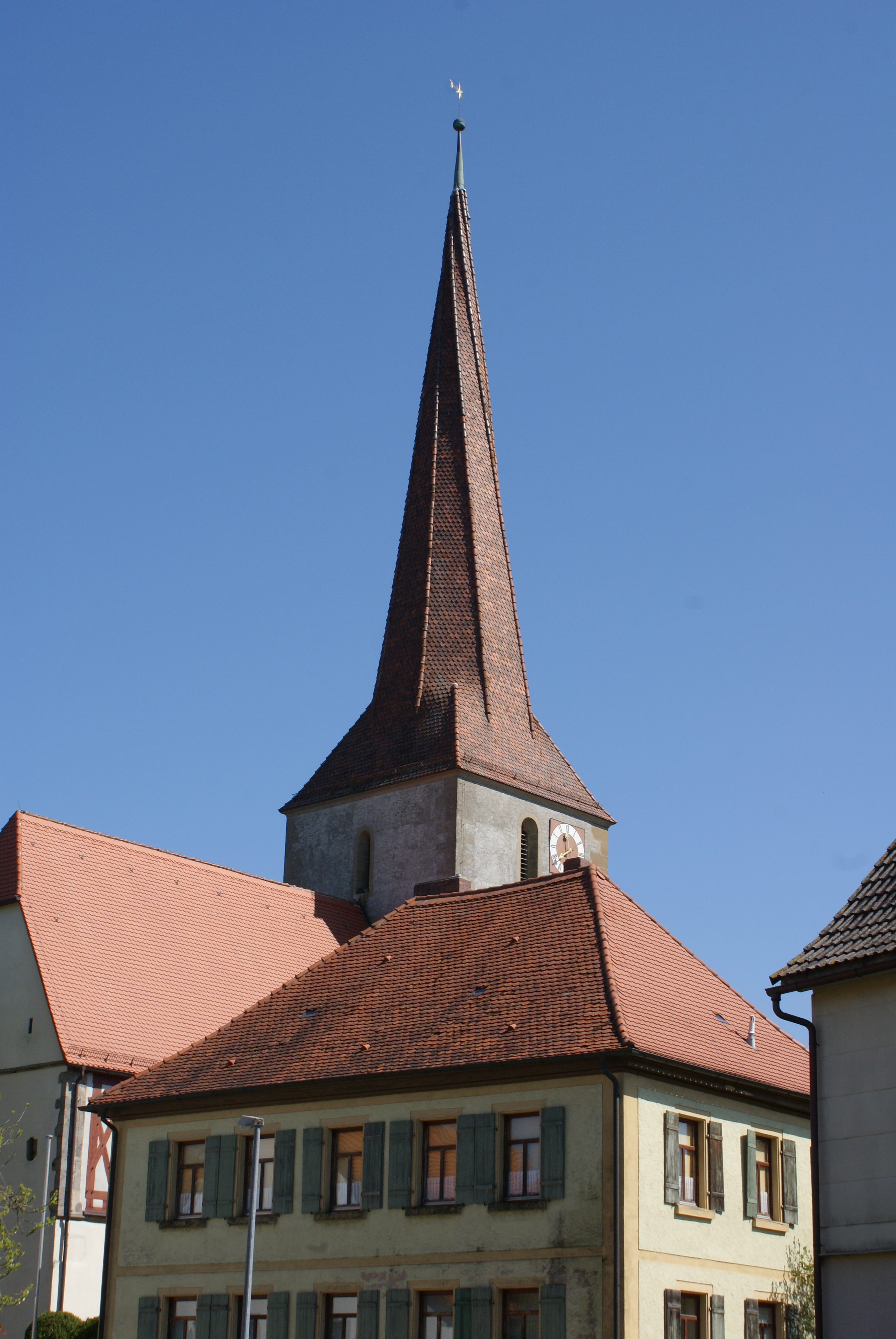
Evangelische St. Peter-und-Paul-Kirche

## Ansässige Unternehmen
- Fertigungstechnik Wettringen GmbH

## Verkehr
Die Staatsstraße 2247/Landesstraße 2247 führt an Leitsweiler vorbei nach Michelbach an der Lücke (3,8 km südwestlich) bzw. zur Staatsstraße 2419 bei Untergailnau (2,6 km nordöstlich). Die Kreisstraße AN 16 führt nach Grüb (2,1 km südöstlich). Gemeindeverbindungsstraßen führen nach Untergailnau zur St 2419 (2,9 km nordöstlich), nach Reichenbach (1,7 km nördlich) und nach Kleinansbach zur Kreisstraße K 2513 (2,4 km nordwestlich).
Durch den Ort führt der Fernwanderweg Roter Flieger von Neustadt an der Aisch nach Feuchtwangen.

## Besonderheiten
- Während der 1970er Jahre konkurrierten die Gemeinde Wettringen und das Dorf Weikersholz bei Rot am See in Baden-Württemberg um die Quelle der Tauber. Heute wird als Ort der Quelle offiziell der Brunnen in Weikersholz angesehen.
- Jährliche Veranstaltungen sind der Viehmarkt im März, die Kirchweih im Juli und das Brunnenfest im Juni.
- Etwas außerhalb des Ortes gibt es einen Badeweiher. Er wurde im Rahmen der Flurbereinigung im Jahre 1970 eröffnet.